# 委任統治
委任統治（いにんとうち、mandate）とは、国際連盟規約第22条に基づき国際連盟によって委任された国家が国際連盟理事会の監督下において一定の非独立地域を統治した制度。
第一次世界大戦後の国際連盟の下での委任統治制度（mandate system）は第二次世界大戦後の国際連合下での信託統治制度（trusteeship system）などとともに、国際機関が特定地域の統治を行う国際信託統治（international trusteeship）の一種とされる。

## 概要
国際機関が特定地域の統治を行う国際信託統治の制度を誰か一人の発案とみることは不可能とされるが、その構想が初めて国際会議で俎上に上がり明文化されたのはベルリン会議（1884-85年）であった。会議ではコンゴでの航行国際監視委員会の設置が明文化されたものの実現化せず、ベルギー王レオポルド2世の主導でコンゴ国際協会と会議参加国との間で二国間条約が結ばれコンゴ自由国が設立されたものの現地でのネイティブの搾取が問題となり、宗主国に十分なアカウンタビリティを求めることが可能な国際的な仕組みが必要と考えられるようになった。
第一次世界大戦が長期化する中でイギリスの旧来の併合による植民地政策に対して内外で圧力が高まると、1918年7月、南アフリカ連邦の軍人・政治家で英国戦時内閣の閣僚でもあったヤン・スマッツは主要列国による国際的な開発委員会の監視下で植民地統治を行う案を提出して戦時内閣で賛同を得た。スマッツの構想でも国際組織による植民地統治への介入は想定されていなかったが、1918年にアメリカ合衆国のウィルソン大統領が反植民地主義を明らかにして国際連盟による委任統治の案を打ち出した。
第一次世界大戦後の委任統治制度は敗戦国ドイツ帝国の海外領土とオスマン帝国の非トルコ地域の扱いをめぐる、伝統的な分割併合を唱えるイギリス、フランス、日本などと、非併合の民族自決主義を唱えるウィルソン大統領との妥協の結果として具体化された。この委任統治制度はスマッツの原案を基にしたもので、国際連盟規約第22条に規定されることとなった。
委任統治制度では対象地域の政治的・文化的発展の度合いに応じてA・B・Cの3段階に区分された。このうちA式委任統治領は最も発展の度合いが高く、スマッツの構想に比較的近い制度だった。一方、B式委任統治領はアフリカにおける奴隷問題や強制労働を問題視し、これを対象地域として想定したイギリス左派が提起した構想が反映された。また、C式委任統治領はイギリス左派やウィルソンとスマッツなどドミニオンとの対立による妥協の産物として生まれた。
各受任国は連盟理事会と個別に委任統治条項を結び、連盟の監督下で委任地域（mandated territory）が将来的に自立するまで後見することとされた。
国際連盟には常設委任統治委員会（Permanent Mandates Commission、PMC）が設置されたが理事会の諮問機関にすぎず、理事会も受任国に対して勧告を行う権限しか持たなかった。またそもそも委任統治制度の成立と受任国の設定は国際連盟成立前のヴェルサイユ条約第119条の「主タル同盟及ビ連合国」（Principal Allied and Associated Powers、PAAP）で行われており、さらにPAAPに含まれるアメリカやイタリアが受任国とならず、一方でベルギー、南アフリカ、オーストラリア、ニュージーランドはPAAPではなく受任国となったため法的根拠が曖昧との指摘を受けた。
1945年2月のヤルタ会談で、1.残存する委任統治地域、2.戦争の結果として敵国から分離される地域、3.住民が自発的に信託統治下に置かれることを希望する地域について新たな信託統治の適用対象とすることが決まり、残存する委任統治地域は第二次世界大戦後に国際連合の信託統治に移行した。

## 委任統治領

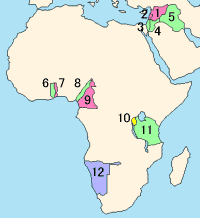
西アジア・アフリカの委任統治領
1. シリア（仏）
2. レバノン（仏）
3. パレスチナ（英）
4. トランスヨルダン（英）
5. イラク（英）
6. 西トーゴランド（英）
7. 東トーゴランド（仏）
8. 西カメルーン（英）
9. 東カメルーン（仏）
10. ルアンダ＝ウルンディ（白）
11. タンガニーカ（英）
12. 南西アフリカ（南ア）

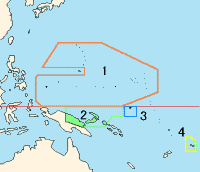
オセアニアの委任統治領
1. 南洋群島（日）
2. ニューギニア（豪）
3. ナウル（豪、NZ、英）
4. 西サモア（NZ）

### シリア
- 旧オスマン帝国領で、施政権者はフランス。A式地域[4]。
- フランスはこの地域を3つに分割し、住民に大レバノン国・ダマスカス国・アレッポ国の国籍を与えた。その後1924年にダマスカス国とアレッポ国は統合してシリア国となった（1930年シリア共和国に改称）。
- 大レバノン国は1943年にレバノン共和国として独立。1938年には旧アレッポ国の一部がハタイ共和国として独立し、翌年トルコに編入されハタイ県となった。残りの地域は1946年4月17日にシリア共和国として独立した。

### メソポタミア
- 旧オスマン帝国領で、施政権者はイギリス。A式地域。
- 1921年8月にファイサル1世をイラク国王に任命し、住民にイラク王国の国籍が与えられた。
- 1932年10月3日に同名のイラク王国として独立。委任統治領からの最初の独立となった。

### パレスチナ
- 旧オスマン帝国領で、施政権者はイギリス。A式地域[4]。
- 住民にはパレスチナ国の国籍が与えられた。
- 1921年にヨルダン川以東をイギリス委任統治領トランスヨルダンとして分離。一方でパレスチナはイギリスの三枚舌外交によるパレスチナ問題がこじれ、イギリスはこの地を国連に委ねた。その後、国連総会でのパレスチナ分割決議を経て1948年5月14日にイスラエル国が成立した。

#### トランスヨルダン
- 1921年パレスチナから分離。
- 1923年5月にアブドゥッラー1世を首長（アミール）に任命し、住民にトランスヨルダン首長国の国籍が与えられた。
- 1946年5月5日にトランスヨルダン王国として独立した。

### トーゴランド
- 旧ドイツ領トーゴラントで、イギリス領とフランス領に分けた分割統治。B式地域。
- 独立しないまま信託統治に引き継がれた。

### カメルーン
- 旧ドイツ保護領カメルーンで、イギリス領とフランス領に分けた分割統治。B式地域。
- 独立しないまま信託統治に引き継がれた。

### ルアンダ=ウルンディ
- 旧ドイツ領東アフリカ西部の一部で、施政権者はベルギー。B式地域[4]。
- 独立しないまま信託統治に引き継がれた。

### タンガニーカ
- 旧ドイツ領東アフリカの大半を占める地域で、施政権者はイギリス。B式地域。
- 独立しないまま信託統治に引き継がれた。

### 南洋諸島
- 旧ドイツ領ニューギニアのうち赤道以北の地域で、施政権者は日本。C式地域[4]。
- 1933年に日本は国際連盟を脱退しているが、1945年に日本が第二次世界大戦で降伏するまで統治は続けられた。
- 独立しないまま信託統治に引き継がれたが、第二次世界大戦で日本が敗戦したため、施政権者はアメリカに移った。

### ニューギニア
- 旧ドイツ領ニューギニアの赤道以南からナウル島をのぞく地域で、施政権者はオーストラリア。C式地域[4]。
- 独立しないまま信託統治に引き継がれた。

### ナウル
- 旧ドイツ領ニューギニアの一部で、施政権者はイギリス・オーストラリア・ニュージーランド。C式地域。
- 独立しないまま信託統治に引き継がれた。

### 西サモア
- 旧ドイツ領サモアで、施政権者はニュージーランド。C式地域。
- 独立しないまま信託統治に引き継がれた。

### 南西アフリカ
- 旧ドイツ領南西アフリカで、施政権者は南アフリカ。C式地域[4]。
- 委任統治中に独立することはなかったが、国際連盟の解散後も南アフリカは信託統治への移行を拒否。1960年には国連総会で委任統治の終了と国連ナミビア委員会への施政権の移行が決議されるが、これも受け入れられなかった。最終的に、武力闘争の末1990年にナミビア共和国が独立するまで南アフリカによる支配は続いた。
- なおウォルビスベイは委任統治領には含まれず、南アフリカの直接統治下に置かれた（1992年にナミビアとの共同統治化、1994年に正式割譲）。